# Rohrpfuhl Mahlsdorf
Der Rohrpfuhl Mahlsdorf ist ein geschützter Landschaftsbestandteil und ein natürliches Gewässer im Ortsteil Berlin-Mahlsdorf des Berliner Bezirks Marzahn-Hellersdorf.

## Unterschutzstellung
Der Rohrpfuhl Mahlsdorf wurde zum geschützten Landschaftsbestandteil erklärt gemäß §§ 18 und 22 des Berliner Naturschutzgesetzes
vom 30. Januar 1979 (GVBl. S. 183) und zuletzt geändert durch Artikel V des Gesetzes vom 19. Juli 1994 (GVBl. S. 241). Das Gesetz trat am 5. September 1994 in Kraft.

## Beschreibung
Früher war der Rohrpfuhlgraben ein natürlicher Abfluss des Rohrpfuhls und war verbunden mit dem Elsenteich im Süden. Zur heutigen Zeit wird das vom Rohrpfuhl stammende Wasser in den Regenkanal der Hönower Straße geleitet. Der Verlauf des Rohrpfuhlgrabens ist nicht mehr zuerkennen.

## Schutzzweck
Dieser Landschaftsbestandteil muss dauerhaft geschützt werden, die ausgehende visuelle und ökologische Belebung des Orts- und Landschaftsbildes muss erhalten bleiben. Außerdem muss es in seiner Gesamtheit sowie für diesen Lebensraum typischen Tier- und Pflanzenarten und für die Wasserfläche im Einzelnen erhalten bleiben.